# Esther Eva Verkaaik
Esther Eva Verkaaik ist eine niederländische Schauspielerin.
Sie begann ihre Karriere in der niederländischen Seifenoper Onderweg Naar Morgen und wurde mit ihrem Auftritt in einem populären Werbespot für eine niederländische Bank bekannt. Am Theater spielte sie in den von Kritikern hochgelobten Stücken The Washing Room und Bacchantenund wirkte in der niederländischen TV-Serie Novellen mit. Sie war Initiatorin der von den Kritikern ebenfalls wohlwollend aufgenommenen Koersk Monologues, einem Theaterstück unter der Regie von Jaap Spijkers. 2002 gewann sie den Preis als Beste Schauspielerin auf dem Toronto Independent Film Festival für ihre Hauptrolle in Terrorama!.